# برمبیو
برمبیو (به ایتالیایی: Brembio) یک کومونه در ایتالیا است که در استان لودی واقع شده‌است.

## خصوصیات
برمبیو ۱۶٫۹ کیلومترمربع مساحت و ۲٬۴۳۳ نفر جمعیت دارد و ۶۷ متر بالاتر از سطح دریا واقع شده‌است.

## خواهرخوانده
شهر Saint-Christo-en-Jarez خواهرخواندهٔ برمبیو هست.